# كأس الأمير 1974–75
أقيمت قرعة كأس الأمير في موسم 1974/1975 على الشكل التالي :

## الدور التمهيدي
- نادي الشهداء (2) × نادي النصر الكويتي (1) (تأهل النصر بسبب انسحاب الجهراء)
- نادي التضامن الكويتي (4) × نادي خيطان (3)
- نادي العربي الكويتي (6) × نادي الصليبيخات (1)
- نادي الشباب الكويتي (5) × نادي الساحل الكويتي (0)
- نادي السالمية (5) × نادي كاظمة (1)
- نادي الفحيحيل (3) × نادي اليرموك (0)

## دور الثمانية
- نادي القادسية الكويتي (3) × نادي السالمية (2)
- نادي العربي الكويتي (3) × نادي الفحيحيل (0)
- نادي الكويت (2) × نادي الشباب الكويتي (1)
- نادي التضامن الكويتي (1) × نادي الشهداء (0)

## الدور قبل النهائي
- نادي الكويت (1) × نادي التضامن الكويتي (0)
- نادي القادسية الكويتي (5) × نادي العربي الكويتي (3)

## تحديد الثالث والرابع
- نادي العربي الكويتي (3) × نادي التضامن الكويتي (1)

## النهائي
- نادي القادسية الكويتي (2) × نادي الكويت (1)

سجل أهداف القادسية :
- فيصل الدخيل هدفين

سجل هدف الكويت :
- محمد شعيب

## مقتطفات من البطولة
- سجل 53 هدف في 14 مباراة
- أكثر المباريات تهديفا هي نادي العربي الكويتي ونادي الصليبيخات (6-1).
- نادي الساحل الكويتي هو النادي الوحيد الذي لم يسجل.
- هداف البطولة هو جاسم يعقوب برصيد 5 أهداف.